# Alphonse Guichenot
Antoine Alphonse Guichenot (* 31. Juli 1809 in Paris; † 17. Februar 1876 in Cluny) war ein französischer Zoologe (Herpetologie, Ichthyologie).
Guichenot war der Sohn eines Gärtners am Muséum national d’histoire naturelle (Jardin des Plantes) und erhielt dort seine Ausbildung. 1833 wurde er Präparator am Lehrstuhl für Herpetologie des Museums. 1856 bis zu seinem Ruhestand 1872 war er Hilfs-Naturalist am Museum.
1839 bis 1842 nahm er an Exkursionen in Algerien teil (mit Beiträgen im Zoologie-Band des Abschlussberichts Exploration scientifique de l'Algérie 1850).
Er erstbeschrieb bei Fischen die Panzergroppen-Gattung Agonomalus, die Neosebastidae-Gattung Neosebastes, die Goldlachs-Gattung Glossanodon, die Dorsch-Gattung Gadiculus, die Gattung der Trompetenbarsch Mendosoma und die Gattung der Zackenbarsche Paranthias sowie die Arten Silberdorsch, den Hering Herklotsichthys spilurus, die Stachelmakrele Pseudocaranx chilensis und Sarotherodon nigripinnis. Bei den Reptilien erstbeschrieb er unter anderem den Kronengecko. In der von Claudio Gay herausgegebenen Historia física v política de Chile veröffentlichte er den Abschnitt Fische (1848).